# Стрижба
Стрижба е село в Южна България. То се намира в община Кирково, област Кърджали.

## География
Село Стрижба се намира в източни Родопи. На около един километър източно от пътя за прохода Маказа. Селото е малко, 15-20 къщи около малка река. Близо до селото е старото съоръжение за охрана на границата с Гърция, а самата граница е наблизо, три километра на юг, на най-високата част на планината.

## Население
Преброяване на населението през 2011 г.
Численост и дял на етническите групи според преброяването на населението през 2011 г.:
|                     | Численост | Дял (в %) |
| Общо                | 152       | 100,00    |
| Българи             | 0         | 0,00      |
| Турци               | 0         | 0,00      |
| Цигани              | 0         | 0,00      |
| Други               | 0         | 0,00      |
| Не се самоопределят | 0         | 0,00      |
| Неотговорили        | 150       | 98,68     |